# Geschichte Irlands
Die Geschichte Irlands umfasst die Entwicklungen auf der Insel Irland von der Urgeschichte bis 1922 und die folgende Entwicklung des Irischen Freistaats und der Republik Irland bis zur Gegenwart. Ihr Beginn kann mit der Ankunft des modernen Menschen in der Zeit des Creswellien (englisch Creswellian) angesetzt werden, einer endpaläolithischen Kulturstufe, die sich infolge des Rückgangs der Weichsel-Vereisung auf den Britischen Inseln zwischen 12.500 und 8000 v. Chr. in Südengland und Wales verbreitete. Siedlungen in Irland sind erst ab 8000 v. Chr. belegt. Im ersten Jahrtausend vor Christus prägten keltisch sprechende Einwanderer die Geschichte. Nach der Christianisierung im 5. Jahrhundert kam die Insel unter den Einfluss verschiedener Völker wie der Angelsachsen in England und im 12. Jahrhundert der Normannen. Die militärischen Eingriffe Englands führten letztlich 1801 zur Abschaffung des irischen Parlaments und zur Einverleibung in das Vereinigte Königreich.

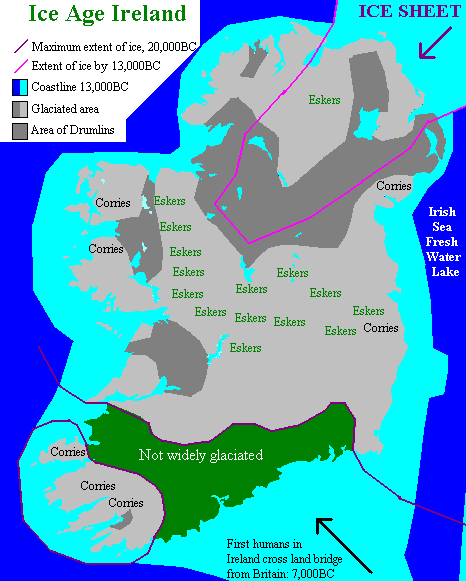
Das eiszeitliche Irland

Infolge des Irischen Unabhängigkeitskriegs gelang es 1922, aus Irland ein unabhängiges Dominion innerhalb der britischen Monarchie zu installieren. Im Jahre 1949 trat Irland aus dem Commonwealth aus und nennt sich seitdem „Republik Irland“.

## Vor- und Frühgeschichte

### Kulturen der Jäger, Sammler und Fischer
Am Ende der letzten Eiszeit war Nordirland bei einem um etwa 100 m niedrigeren Meeresspiegel über die Landbrücke von der Halbinsel Kintyre mit Schottland und, da die Britischen Inseln damals noch an das europäische Festland angebunden waren, auch mit dem Kontinent verbunden. Mit der Erderwärmung begannen Eiche, Ulme und Esche die Kiefernwälder und die zuvor arktische Flora und Fauna zu verdrängen. Der Riesenhirsch (Megaloceros giganteus) mit einer Geweihauslage von 3,6 m konnte auch in Irland, wo sein letztes Refugium war, nicht überleben. Die Vorgeschichte Irlands beginnt in der Mittelsteinzeit mit der Besiedelung durch kontinentaleuropäische Jäger und Sammler und Fischer.
Die frühe Mittelsteinzeit zeigt geometrische Mikrolithen (Flintklingen) von etwa 7000 v. Chr., die am Mount Sandel in Nordirland gefunden wurden. Der älteste Wohnplatz Irlands wurde 1972 am Fluss Bann entdeckt. Verkohlte Haselnussschalen ermöglichten die Datierung. Die ovalen Hütten waren vermutlich mit Rinde gedeckt. Die Bewohner fingen Lachse und Aale, sammelten Nüsse und jagten unter anderem Wildschweine. In der späten Mittelsteinzeit findet sich eine mikrolithenlose Industrie aus großen Abschlägen (Larnian), die vor allem im Nordosten verbreitet war. Kern- und Scheibenbeile dienten wohl der Holzbearbeitung, auch erste geschliffene Beile aus Felsgestein tauchen auf (Ferriter’s Grove).

### Frühbäuerliche Kulturen
Zwischen 4000 und 2500 v. Chr. finden sich Spuren einer jungsteinzeitlichen Kultur mit rechteckigen Häusern und geschliffenen Steinwerkzeugen. Diese Kultur wurde jüngst genetisch auf Zuwanderer zurückgeführt, deren Erbgut aus dem Nahen Osten stammt und die mit den weiträumigen Wanderungen im Mittelmeerraum in Zusammenhang stehen. Größte Nähe besteht dabei zu spanischem Erbgut des Neolithikums. Allerdings wurde auch Genfluss von mittelsteinzeitlichen Gruppen Westeuropas konstatiert.
Der Malone Hort von Belfast barg 19 dunkelblaue Porzellanit-Beile. Diese Steinäxte stammen vom Tievebulliagh in County Antrim oder von Brockley auf Rathlin und finden sich in kleiner Menge beinahe überall auf den britischen Inseln. Im weiteren Verlauf entstanden megalithische Anlagen wie Court Tombs, Passage Tombs, Portal Tombs und Wedge Tombs, die bis in die Bronzezeit genutzt wurden. Die Ackerbauern errichteten unter anderem Knowth und etwa um 3200 v. Chr. Newgrange. Als ältestes Dorf gilt Mullaghfarna village.

### Metallzeitalter
Die Bronzezeit (Endneolithikum nach der mitteleuropäischen Chronologie) in Irland ist mit Siedlungen der Glockenbecherkultur und der Suche nach Bodenschätzen (Zinn, Kupfer) verbunden. Sie begann im Südwesten um 2500 v. Chr. (Bergwerke am Mount Gabriel, in County Cork), Ross Island und auf der Beara-Halbinsel. Typische Hinterlassenschaften der Bronzezeit sind die Steinkisten und Fulachtí fia (mit Ziegeln ausgekleidete Kochstellen).
Von manchen Forschern wird angenommen, dass erste Kelten um 600 v. Chr. von Nordfrankreich nach Irland gelangten. Andere Forscher verbinden die Übernahme der Latènekultur in Irland nicht mehr mit einer Eroberung.
Etwa 300 v. Chr. erfolgte der Übergang von der Bronzezeit zur Eisenzeit. Die Übernahme einer keltischen Sprache (des späteren Irischen) wird gewöhnlich in die Eisenzeit gelegt, archäologisch lässt sich dies jedoch nicht nachweisen. Die keltischen Bewohner gehörten verschiedenen Stämmen an (unter anderem den Gälen).
In den Mythen treten Götter auf, die ausschließlich in Irland bekannt sind. Wahrscheinlich haben sie ihren Ursprung in den Kulten der irischen Urbevölkerung und wurden später von den Kelten übernommen. Hinterlassenschaften der eisenzeitlichen Kultur sind die Duns, Raths, Crannógs und Bullauns. Denkmaltypen der Eisenzeit, die für Großbritannien und den Kontinent charakteristisch sind (kleine Einhegungen, Erdhügel, Flachgräberfelder, Hillforts und Tempel), sind in Irland selten. Es scheint, dass Irland ab der Späten Bronzezeit durch Einflüsse vom Kontinent kulturell weitaus weniger beeinflusst wurde als Großbritannien.
Mehr als 150 kleine Königreiche (tuaithe, sing. tuath) wurden in fünf große zusammengelegt (vgl. historische Provinzen Irlands): Munster, Connaught (Connacht), Ulster, Leinster und Meath. Dem Kleinkönig (Rí/Ré vgl. lat.: rex) war der König einer Provinz übergeordnet (Rí Ruireg), über dem der Hochkönig (Ard-Rí) stand. Ein gesamtirisches Königtum konnte nicht recht wachsen. Sowohl Stammesfürsten als auch Priester (Druiden) und Barden hatten großen Einfluss. Obwohl alle Clans unabhängig waren, wurde Tara (im heutigen County Meath) als Hauptstadt anerkannt.
Irland, im römischen Schrifttum als „Hibernia“ bezeichnet (auch Ivernia genannt), wurde nicht von den Römern erobert. Aber sporadischer Handel und kultureller Austausch fanden statt (siehe hierzu den Artikel Römisch-irische Beziehungen). Gegen Ende der römischen Besatzungszeit in England und Wales überfielen irische Clanchefs auch Britannien. Die keltische Kultur Irlands endet frühestens mit der Anpassung der iroschottischen Kirche an die römisch-katholische Kirche  im 12. Jahrhundert (Synode von Rathbreasail). Diese Anpassung wurde nach der Eroberung Irlands durch Heinrich II. 1172 vollendet (zweite Synode von Cashel).

## Irland im Mittelalter

### Wikinger und die Missionierung Irlands

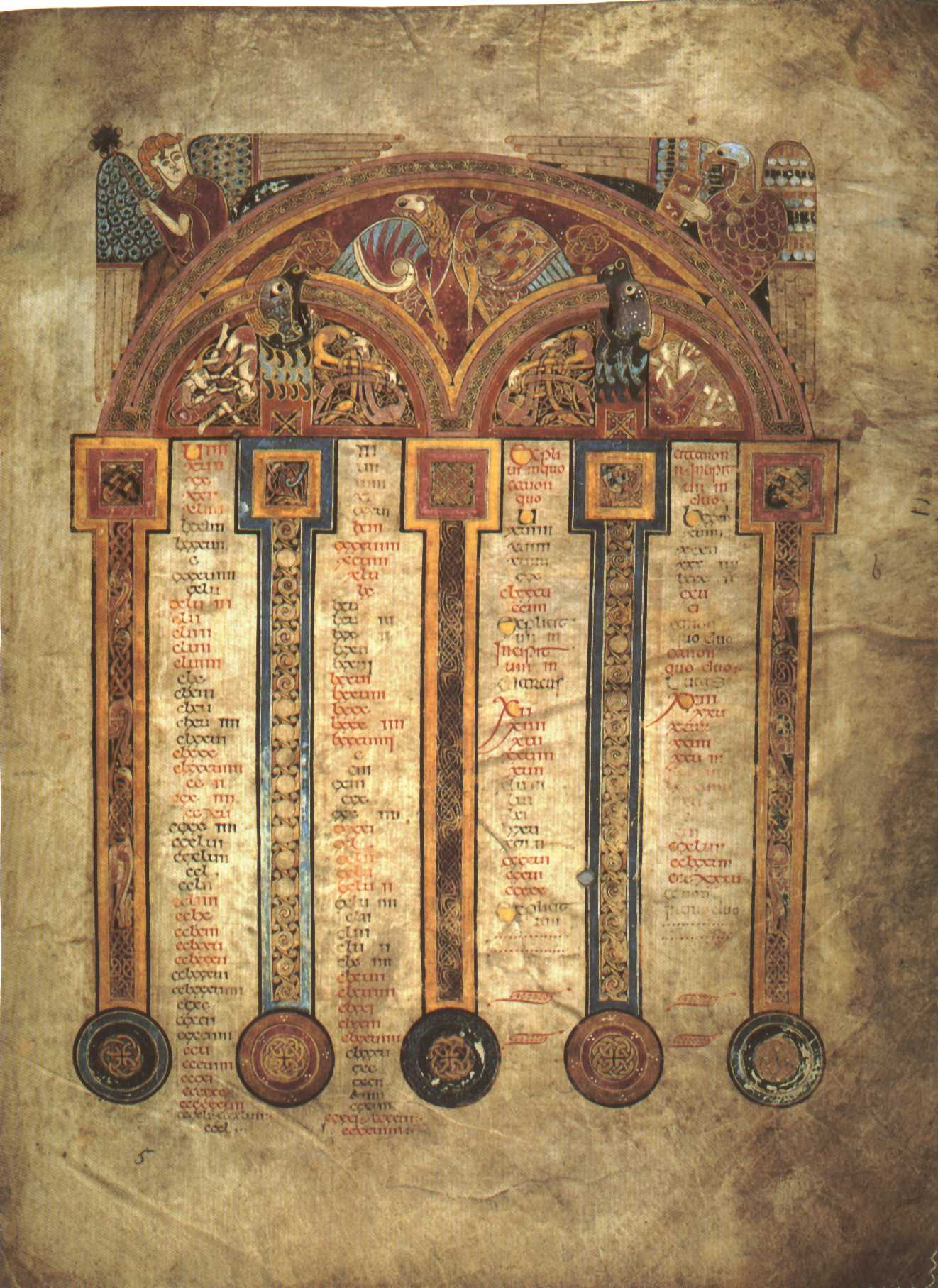
Seite aus dem Book of Kells

Der beginnenden Christianisierung im 4. und 5. Jahrhundert folgten die irische Klosterkultur und Anfänge des irischen Hochkönigtums. Die folgenden drei Jahrhunderte gelten als Blütezeit des frühchristlichen Irlands, in denen irische Bildung und Kultur in Europa bekannt werden. In Irland entstand eine eigenständige Kirche, geistiger Mittelpunkt des Landes war Armagh in der Provinz Ulster. Die kirchliche Rolle ging auf die zahlreichen Klöster über. Im Land herrschten Dutzende Könige, die auf Autonomie achteten.
Politische Uneinigkeit, interne Kriege sowie Überfälle der Wikinger 795 auf Inishmurray und Inishbofin (seit 832 in Dublin) läuteten das Ende dieser Zeit ein. Die Wikinger kamen aus Norwegen, hatten schon die Orkney- und die Shetlandinseln besiedelt und erreichten nun Irland. Nach 50 Jahren der Überfälle begannen die Wikinger, an den Küsten permanente Siedlungen zu errichten. Sie waren die ersten eigentlichen Städte in Irland, aus denen die heutigen Orte Dublin (Duibh-linn 'schwarzer Pfuhl'), Wexford (Veigsfjörðr), Wicklow (Víkingaló), Limerick (Hlymrekr) und Waterford (Veðrafjörðr) hervorgingen.
Die Wikinger strebten allerdings keine Eroberung an und gingen nicht über Beutezüge und küstennahe Ansiedlungen als Kaufleute und Händler hinaus. Dabei leistete Irland kaum geeinten Widerstand. Die dominanten irischen Herrscherhäuser waren zu dieser Zeit die südlichen Uí Néill von Tara im (Nordosten) und die Eoganachta von Cashel in Munster (Südosten). Sie stritten mit den nördlichen Ui Néill von Armagh und einigen anderen Königshäusern wie den Uladh um die Vorherrschaft. Alle Seiten verbündeten sich zeitweise mit den Wikingern.
Ein Zwischenergebnis der Kriege war eine erneute Stärkung und geistige Dominanz von Tara (dessen Sonderstellung hypothetisch auf eine wichtige Rolle in der Vorzeit zurückgehen könnte) über das restliche Irland, bei dem zeitweilig auch Wikingersiedlungen ihre Unabhängigkeit einbüßten. Ende des 10. Jahrhunderts gab es einmalig für neun Jahre ein geeintes Irland unter dem Hochkönig Brian Boru, der im Jahre 1005 alleiniger, aber umstrittener Herrscher Irlands wurde und 1014 die Wikinger von Dublin in der Schlacht von Clontarf besiegte.
Im Frühmittelalter waren irische Missionare in ganz Westeuropa tätig. Irland wurde zu dieser Zeit auf Lateinisch „Scotia Maior“ genannt, weshalb diese Mönche auch Schotten oder Iroschotten genannt wurden. Zu den Klostergründungen der Schotten gehört u. a. das Schottenstift in Wien.
Die Bedrohung durch die Wikinger sowie die Übernahme überlegener Waffen und die Entwicklung von Städten und Seehandel bewirkte in Irland einen Wandel. Die Wikinger konnten sich als Machtfaktor nicht halten, ihre Kultur und Sprache dagegen hinterließen Spuren.
Irland erlebte in den folgenden 150 Jahren eine Zeit relativen Friedens und machte Fortschritte in Kunst und Kultur (Literatur, Handschriften, Bauwerke im romanischen und gotischen Stil). Diese Zeit endete mit der Invasion der Anglo-Normannen unter Heinrich II. im Jahre 1169, welche durch innerirische Konflikte ausgelöst wurde.

### Die Anglo- oder Cambro-Normannen

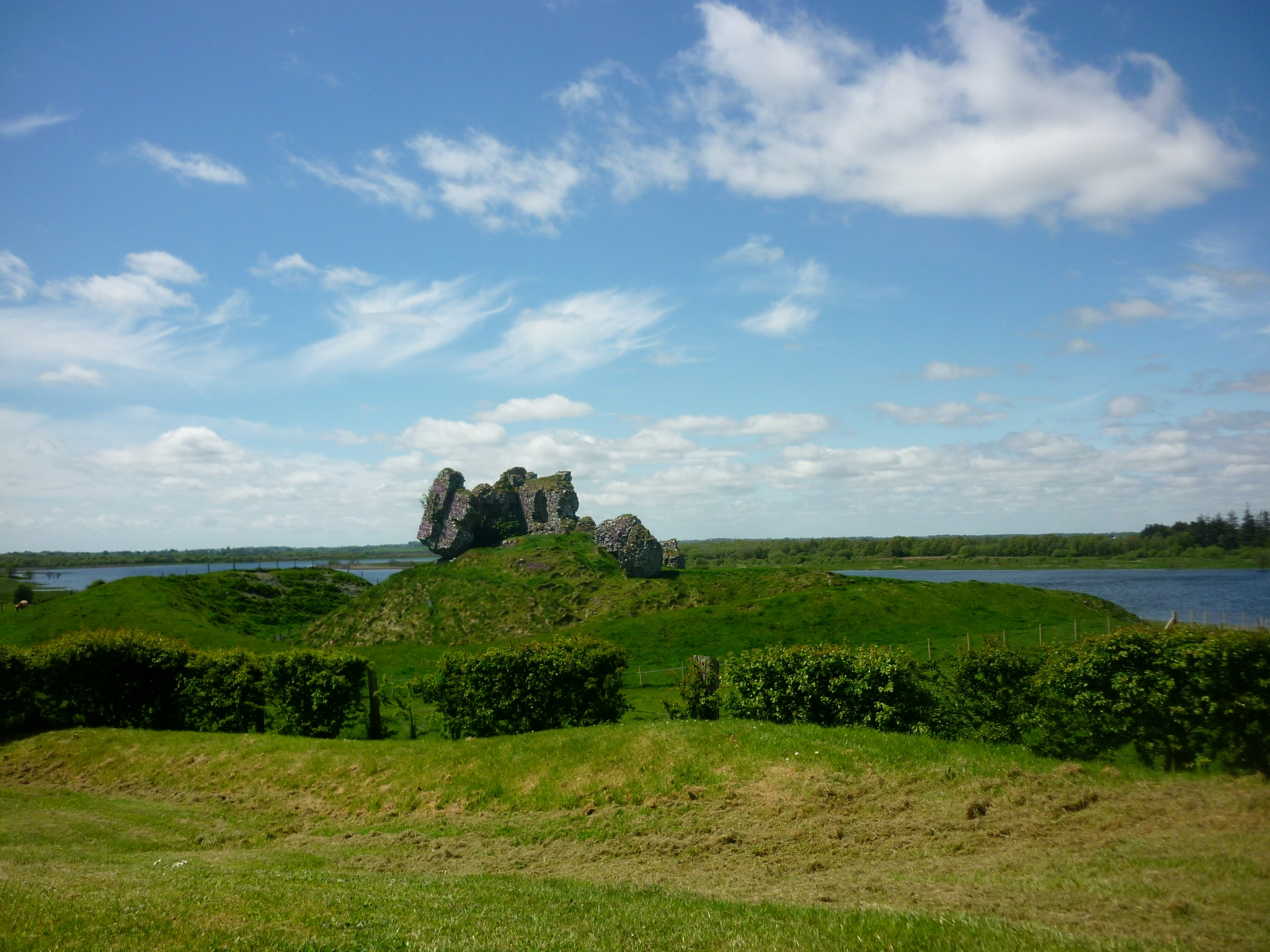
Normannenburg in den Midlands

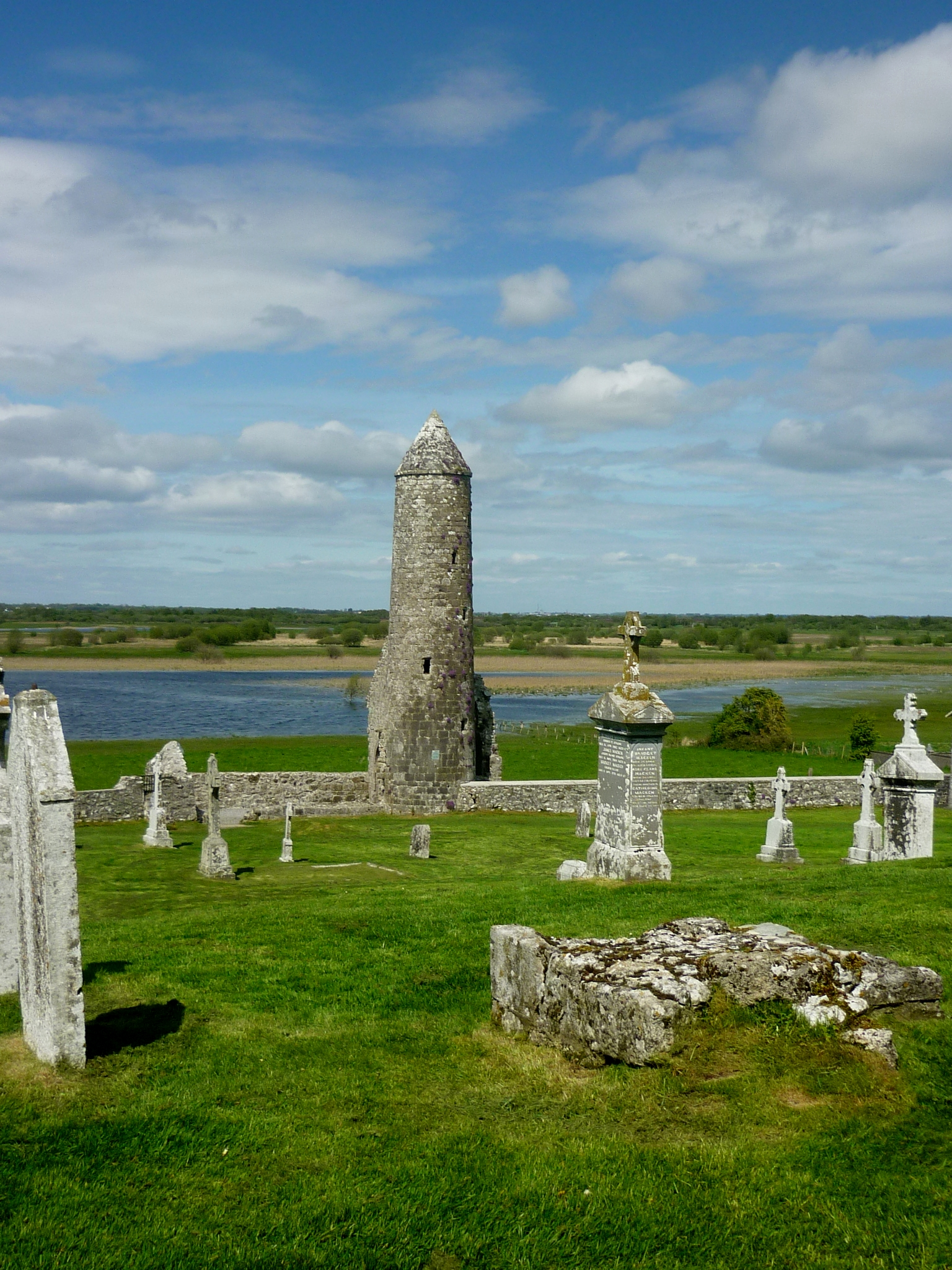
Klosteranlage von Clonmacnoise

Die anglonormannische Eroberung, auch als cambro-normannische Invasion bezeichnet, war das Ergebnis des Streites zweier irischer Könige, Diarmuid Mac Murchadha (Dermot MacMurrough) und Tigernán Ua Ruairc (Tiernan O’Rourke) um Ua Ruaircs Frau Derbforgaill. Der unterlegene Mac Murchadha floh nach England und weiter nach Frankreich, um König Heinrich II., den Herrscher über England und Teile Frankreichs, zur Eroberung Irlands zu bewegen.
Mit einem Unterstützungsschreiben von Heinrich II. konnte Mac Murchadha in Wales Cambro-Normannen und Flamen zum Kriegszug bewegen. Der Führer der Normannen, Richard Fitz Gilbert (1130–1176), Strongbow genannt, errang dank überlegener Militärtechnik (Walisische Langbögen, Reiterei, Kettenrüstungen) sowie irischer Uneinigkeit einen relativ leichten ersten Sieg, der weitere Normannen nach Irland lockte. Nach Siegen im Jahr 1169 erklärte sich Heinrich II. 1171 zum König von Irland und verteilte Ländereien als Lehen an normannische Barone. Diese befanden sich überwiegend im Osten der Insel, da der Westen noch nicht erobert war. Die Barone sicherten ihren Besitz durch auch heute noch weithin sichtbare Tower Houses und begannen, weitere Teile Irlands in Besitz zu nehmen.
Die geringe Anzahl der Eroberer, auch aufgrund normannischer Interessen in Schottland und Frankreich, machten eine normannisch-irische Zusammenarbeit erforderlich. Die Normannen beschränkten sich daher auf die Absetzung der irischen Fürsten und versuchten, eine Akzeptanz durch die irische Bevölkerung zu erreichen. Die folgenden Jahrzehnte sahen die Konsolidierung normannischer Vorherrschaft, mit der die erste zentrale Verwaltung Irlands (insbesondere unter König Johann Ohneland (John Lackland), 1199–1216) und die Gründung vieler Städte einherging. Viele der bedeutenden Kathedralen Irlands stammen aus dieser Zeit.

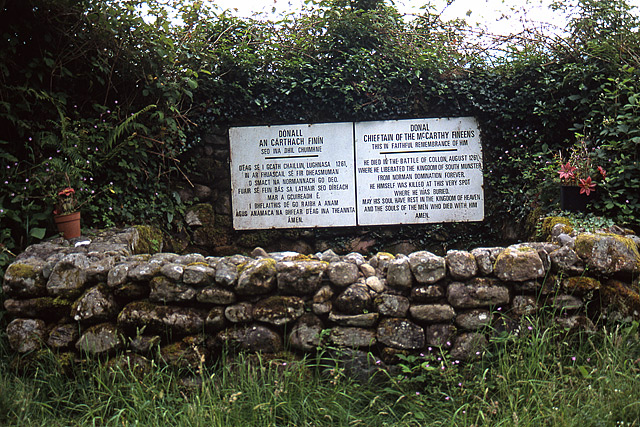
Grab der Toten der Schlacht von Callan

Nur im Westen behielten irische Herrscher die Kontrolle. Ende des 13. Jahrhunderts konnten diese die cambro-normannische Schwäche, bedingt durch mangelnde Unterstützung aus England, ausnutzen. Es entstand erstmals eine einheitliche irische Bewegung, die auch militärische Erfolge verbuchen konnte (1261 bei Callan, 1270 bei Carrick-on-Shannon).
Die Ansätze des englischen Parlamentarismus strahlten auch auf Irland aus. Dort wurde 1297 das erste irische Parlament eingerichtet. Im Verlauf des 14. Jahrhunderts kam es in Irland mehrfach zu Erhebungen gegen die englische Oberhoheit, die vor allem in Connacht aufflammten. Während des Hundertjährigen Kriegs konzentrierte sich das Königreich England auf den französischen Kriegsschauplatz und vernachlässigte die Durchsetzung seiner Herrschaft in Irland. Die darauf folgenden Rosenkriege schwächten die Bedeutung der irischen Insel in der englischen Politik weiter. Erst als die dynastischen Konflikte durch das Haus Tudor beigelegt wurden, widmete sich die englische Krone verstärkt dem irischen Teil seiner Machtsphäre. Das unter dem englischen König Heinrich VII. im Jahre 1494 geschaffene Poynings’ Law machte die Beschlüsse des irischen Parlaments von der Zustimmung des englischen Königs abhängig. Zu dieser Zeit übte England die direkte Herrschaft faktisch nur über den Pale aus, einen Landstreifen im Osten Irlands.

## Irland in der Frühen Neuzeit

### Plantations und Aufstände
Unter Heinrich VIII. wurde Irland 1541 direkt der englischen Krone unterstellt, der englische König regierte damit in Personalunion über das neu geschaffene Königreich Irland. Zudem wurden sämtliche Kirchengüter auf der irischen Insel eingezogen, was auch in England seit dem Bruch mit der römischen Kirche und der Gründung der Anglikanischen Staatskirche geschehen war. Sowohl die Iren als auch die meisten Siedler aus anglo-normannischer Zeit verblieben aber beim katholischen Glauben. Heinrich VIII. befürchtete, dass ausländische Mächte wie Spanien das überwiegend katholische Irland gegen England ausspielen könnten. Heinrichs Nachfolger Eduard VI. begann mit einer massiven, gezielten Ansiedlung von Engländern im Gebiet außerhalb des Pale. Diese Ansiedlungen werden als Plantations bezeichnet, was sich wörtlich als Bepflanzungen übersetzen lässt.
Seit Ende der 1560er Jahre nahm die Ansiedlung von Briten in Irland stark zu und wurde begleitet von militärischen Maßnahmen gegen den aufkeimenden irischen Widerstand. Zu dieser Zeit fehlte es Irland an modernem Kriegsgerät sowie an einer einheitlichen Organisation, da sich die Iren stärker ihrem jeweiligen Clan verbunden fühlten als Irland als Nation. Trotzdem wurde der irische Widerstand gegen die Plantations immer effektiver, da die Iren eine Art Guerilla-Krieg führten, auf den damalige englische Streitkräfte nicht eingestellt waren. Der gebirgige und bewaldete Charakter der Insel stellte dabei für die Iren einen großen Vorteil dar. Unter James FitzMaurice FitzGerald brach 1569 ein irischer Aufstand aus, der von den Engländern aber bis 1573 niedergeschlagen werden konnte. Gerald FitzGerald, 14. Earl of Desmond, organisierte 1579 eine weitere Rebellion, die bis 1583 von englischen Truppen brutal erstickt wurde. Beide Rebellionen sind als die Desmond-Rebellionen bekannt.
Zu einer ernsthaften Bedrohung für die Engländer wurde der irische Widerstand unter Aodh Mór Ó Néill, 2. Earl of Tyrone. O’Neill gelang die Aufstellung eines aus etwa 10.000 Iren bestehenden Heeres, indem er verschiedene Clans zunächst einzeln ruhig hielt und dann im Schlag gegen die Engländer zusammenführte. Diese Streitmacht war mit zahlreichen Musketen bestens ausgerüstet, welche die Iren mit spanischem Gold in Schottland gekauft hatten. Die Iren wurden von Spanien nicht nur durch finanzielle Mittel, sondern auch durch die Entsendung von Festungsingenieuren unterstützt. O’Neill setzte nicht nur auf die Iren gälischer Abstammung, sondern versuchte zusätzlich die Alt-Engländer (englische Siedler aus anglo-normannischer Zeit, die katholisch geblieben waren) für seine Sache zu gewinnen. Aufgrund der in Irland vorherrschenden Armut dienten zahlreiche Iren als Söldner im spanischen Heer, wo sie wichtige militärische Erfahrungen sammelten. Unter O’Neill brach 1595 ein großer Aufstand der katholischen Iren in Ulster aus und griff schnell auf ganz Irland über. Ein zur Bekämpfung von O’Neills Truppen ausgesandtes englisches Heer wurde bei der Schlacht von Clontibret überraschend von diesen angegriffen und vernichtend geschlagen. Drei Jahre später, am 14. August 1598, kam es am Yellow Ford zu einer weiteren Schlacht, welche ebenfalls mit einer schweren englischen Niederlage endete.
Königin Elisabeth I. setzte im Jahr 1600 Lord Mountjoy als neuen Lord Deputy in Irland ein. Dieser sorgte im Norden Irlands für die Vernichtung der Ernte und ließ die dortigen Viehherden beschlagnahmen, um der irischen Armee ihre Nahrungsgrundlagen zu entziehen. Mountjoys weiterer Vorstoß nach Ulster wurde jedoch von O’Neill und seinen Truppen vom 2. bis zum 3. Oktober 1600 am Moyry Pass gestoppt. Unterstützung erhielt O’Neill am 21. September 1601 in Form von 3500 spanischen Soldaten, die in Kinsale an Land gingen. Englische Truppen unter Mountjoy begannen wenig später mit der Belagerung der Stadt. Ende Dezember traf O’Neill mit seinem Heer bei Kinsale ein, um die Belagerung gewaltsam zu beenden. Der Versuch scheiterte, und die spanische Garnison kapitulierte. Nach einigen weiteren Kampfhandlungen handelte O’Neill 1603 einen Waffenstillstand mit den Engländern aus. Da sich Irland nun wieder gänzlich unter englischer Kontrolle befand, verließen zahlreiche Angehörige des irischen Adels – darunter O’Neill – im Jahre 1607 ihr Heimatland, wobei man von der „Flight of the Earls“ (Grafenflucht) sprach. Zur Vergeltung für den Aufstand wurden zahlreiche irische Grundbesitzer enteignet.
Zu einer bis in die heutige Zeit folgenschweren Entwicklung kam es unter Elisabeths Nachfolger Jakob I. Unter dessen Regentschaft wurde seit 1609 die Ulster Plantation durchgeführt. Hierbei wurden zahlreiche anglikanische Engländer und presbyterianische Schotten (Ulster-Schotten) in Ulster angesiedelt. Ulster entwickelte sich dadurch zum Kern englischer Herrschaft in Irland. Zu Beginn des 17. Jahrhunderts kam es in Irland zu einem wirtschaftlichen Aufschwung, der ein starkes Bevölkerungswachstum zur Folge hatte. Um ihre Herrschaft über Irland zu sichern, erbauten die Engländer unter Jakob I. Forts und Zitadellen in Städten wie Cork und Kinsale. Die nordirische Stadt Derry wurde 1613 direkt der englischen Hauptstadt London übertragen, befestigt und mit Engländern besiedelt. Ihr Name wurde von den Neusiedlern in Londonderry geändert, während die Alteingesessenen – und die meisten katholischen Iren – sie bis heute als Derry bezeichnen.

### Vom Bürgerkrieg bis zum Vereinigten Königreich
Trotz der Besserung der wirtschaftlichen Lage waren viele katholische Iren aufgrund der politischen Entwicklung in England unter König Karl I. besorgt. Karl I. bekannte sich zum anglikanischen Glauben, suchte aber eine Annäherung an die Katholische Kirche. Auch der 1632 zum Lord Deputy in Irland ernannte Thomas Wentworth kam den Katholiken entgegen. Der englische König geriet jedoch in Konflikte mit dem Parlament, das stark von den puritanischen Abgeordneten beeinflusst war. Der Puritanismus war eine Glaubensbewegung, die eine Religion frei von jeglichen katholischen Elementen forderte. Als Karl I. 1641 Wentworth auf Druck des Parlaments hinrichten ließ, fürchteten die katholischen Iren die Durchsetzung von gegen sie gerichteten Repressalien durch die puritanischen Parlamentarier. Die gälischstämmigen Iren erhoben sich im November 1641 in Ulster zu einem Aufstand und richteten ein Blutbad unter den englischen Siedlern an, dem mehrere Tausend Menschen zum Opfer fielen. Der Aufstand erfasste nach kurzer Zeit große Teile der irischen Insel. Als König Karl I. im Januar 1642 die Verhaftung mehrerer gegen ihn opponierender Parlamentarier anordnete, brach der Englische Bürgerkrieg aus, der auch auf Irland ausstrahlte. Richtete sich der irische Aufstand zunächst gegen sämtliche protestantischen Engländer und Schotten, ergriffen die Iren nach kurzer Zeit für die Royalisten Partei.
Gälische Iren, Alt-Engländer und royalistische englische Siedler gründeten 1642 die Confederation of Kilkenny, welche die Gründung eines katholischen, königstreuen Irlands erstrebte. Ihren Truppen gelang die Eroberung eines großen Teils der irischen Insel, doch wurden Ulster und Dublin von parlamentstreuen Engländern gehalten. Die in Irland angesiedelten, presbyterianischen Schotten schlossen sich der Confederation of Kilkenny 1648 an. In England selbst war in diesem Jahr die militärische Entscheidung zugunsten des Parlaments gefallen. Karl I. wurde im Januar 1649 hingerichtet und die Englische Republik gegründet. Im Verlauf des Kriegs hatte der puritanische Abgeordnete Oliver Cromwell eine starke Machtposition erlangt. Er setzte sich im August 1649 an die Spitze eines Strafzugs gegen das aufständische Irland (Rückeroberung Irlands). Dieser Strafzug wurde von Cromwell mit großer Härte geführt, was zunächst die von Aufständischen verteidigte Stadt Drogheda zu spüren bekam. Am 11. September 1649 wurde sie von Cromwells Truppen gestürmt, wobei die gesamte Bevölkerung getötet oder deportiert wurde. Die Stadt selbst wurde zerstört. Cromwell verfuhr mit Städten wie Wexford ähnlich, doch musste er Irland 1650 aufgrund der Lage in Schottland verlassen. Die von ihm zurückgelassenen Truppen beendeten bis 1652 den irischen Aufstand.
Cromwells Verwüstungsstrategie hatte weite Teile Irlands zerstört, viele gefangengenommene Aufständische wurden als Sklaven in die Karibik verschifft, während ein erheblicher Teil der gälischstämmigen Grundbesitzer enteignet wurde. Da die englische Republik Probleme bei der Besoldung ihrer Truppen hatte, bot sie ihren Soldaten als Entschädigung Grundstücke in Irland an. Auf diese Weise kam es zur Niederlassung von mehreren Zehntausend parlamentstreuen Veteranen in Irland, die vor allem in Ulster siedelten. Dabei handelte es sich um Angehörige der New Model Army, die mehrheitlich überzeugte Puritaner waren. Viele der enteigneten Iren sahen sich gezwungen, ihr Leben als Outlaws (Gesetzlose) zu bestreiten. Cromwell ordnete an, dass sich die gälischen Iren nur noch westlich des Flusses Shannon ansiedeln dürfen, also in Connacht – „To Hell or to Connacht“ wurde zum Motto dieser Politik.
Auf die Englische Republik und die puritanische Militärdiktatur des Oliver Cromwell folgte seit 1660 die Wiederherstellung der Monarchie unter dem Haus Stuart. König Karl II. sympathisierte zwar mit dem katholischen Glauben, ordnete aber gegen Irland gerichtete wirtschaftliche Maßnahmen an. So durfte Irland seine Wolle nur noch nach England exportieren, was die irische Wirtschaft schwer traf. Zudem wurde Irland der Handel mit den englischen Kolonien untersagt. Auf Karl II. folgte 1685 dessen Bruder Jakob II., der sich offen zum Katholizismus bekannte. Dies führte zu schweren Spannungen mit dem englischen Parlament, die sich in der Glorious Revolution von 1688 entluden. Jakob II. wurde durch seinen protestantischen Schwiegersohn Wilhelm III. (Oranien) abgelöst und floh nach Frankreich. Von dort aus setzte er nach Irland über, um mit Unterstützung der dortigen Katholiken wieder auf den englischen Thron zu gelangen. Wilhelm III. entschloss sich jedoch zu einem Feldzug gegen die irischen Jakobiten. Am Boyne-Fluss kam es 1690 zur entscheidenden Schlacht am Boyne, die mit einer Niederlage von Jakob II. endete. Jakob kehrte zurück nach Frankreich, wo er einige Jahre später verstarb. Zur Bestrafung der Jakobiten erließ Wilhelm III. 1695 mehrere Gesetze, die zu einer Entrechtung der katholischen Iren führten. Der irische Grundbesitz befand sich während dieser Zeit zu über drei Vierteln in den Händen von protestantischen Engländern, Schotten und katholischen Alt-Engländern.
Im Jahre 1798 kam es zu großen Aufständen in Irland und es bildeten sich Organisationen wie die Society of United Irishmen, geführt von Lord Eduard Fitzgerald und von Theobald Wolfe Tone.
Während die Bauern zum Angriff übergingen, überredete Wolfe Tone Napoleon Bonaparte zu einem Kampf gegen die Briten in Irland und Napoleon schickte eine Flotte zur Südküste Irlands. Allerdings wurde diese 2000 Mann starke Truppe genauso schnell und blutig zerschlagen wie die Bauernaufstände im Rest des Landes. Deren Anführer wurden gefasst und zum Tode verurteilt. Der Rest wurde verhaftet.
So wurde Irland 1801 durch den Act of Union dem Königreich Großbritannien angeschlossen, das von nun an Vereinigtes Königreich Großbritannien und Irland genannt wurde.

## Irland im 19. und frühen 20. Jahrhundert

### Die Große Hungersnot

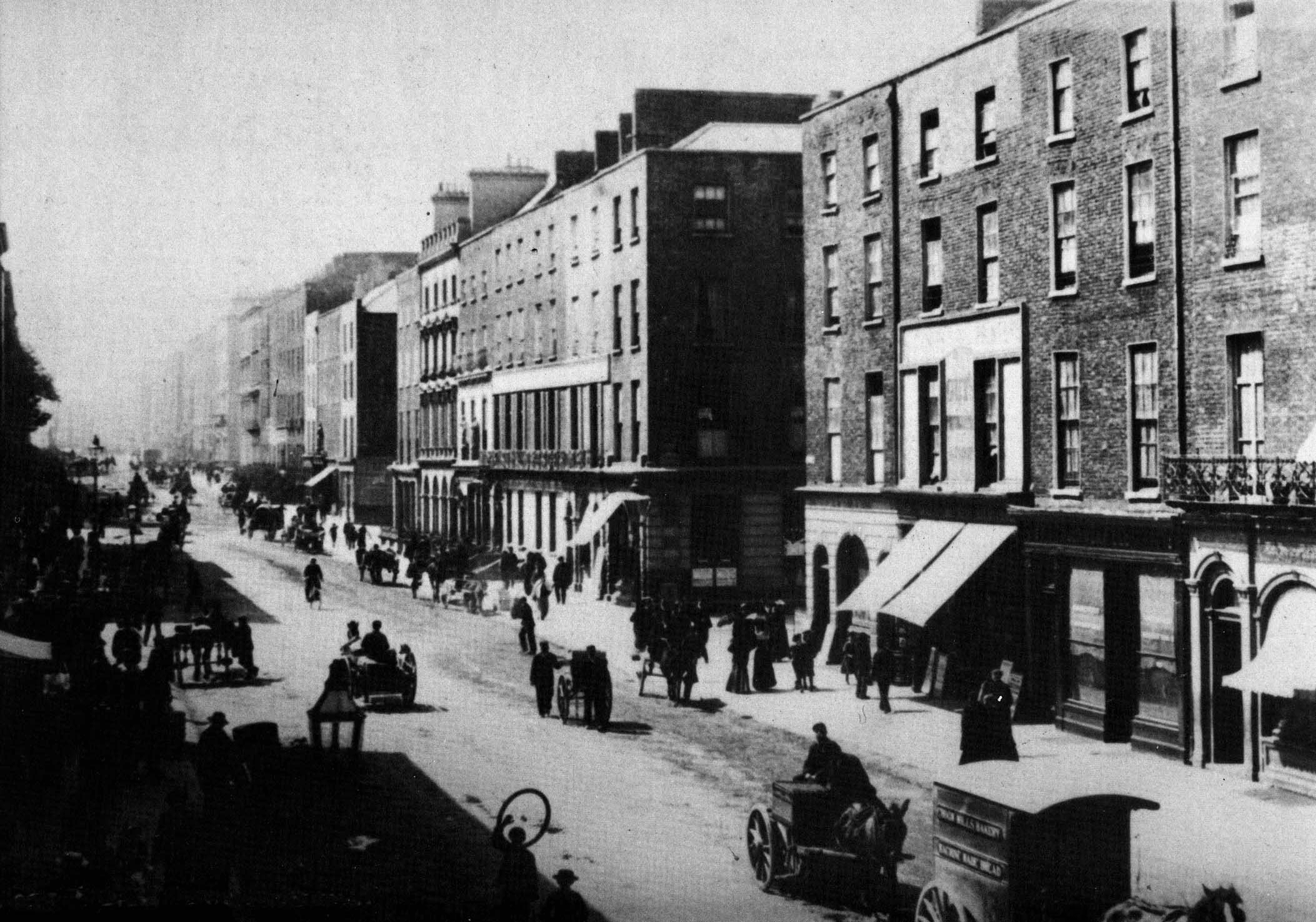
Limerick, ca. 1900

Kartoffel-Missernten lösten die Große Hungersnot (englisch Great Famine) aus, die zwischen 1846 und 1849 zahlreiche Menschenleben forderte und eine große Auswanderungswelle nach sich zog. Insgesamt verringerte sich die Bevölkerung zwischen 1845 und 1851 von 8,5 Millionen auf 6,5 Millionen Einwohner. Bis 1871 ging diese Zahl aufgrund der Auswanderung verarmter Landbewohner um eine weitere Million auf 5,5 Millionen zurück. Die britische Regierung, deren liberale Wirtschaftspolitik sich von der Ideologie des Laissez-faire leiten ließ, half praktisch nicht. Sie verschlimmerte die Lage sogar dadurch, dass sie noch während der Hungersnot Getreideexporte aus Irland in die gleichfalls von der Kartoffelfäule betroffenen Länder Europas erlaubte und Gesetze erließ, die es den Großgrundbesitzern erleichterten, arme Pächter von ihrem Land zu vertreiben.

### Der Kampf um „Home Rule“
Die Erfahrung der Hungerkatastrophe und der Vernachlässigung durch Großbritannien ließ in der zweiten Hälfte des 19. Jahrhunderts die irische Unabhängigkeitsbewegung erstarken. Einige der ersten gravierenderen Proteste wurden von Daniel O’Connell organisiert, der 1828 als erster Katholik seit Beginn der Katholikenemanzipation ins Parlament des Vereinigten Königreichs gewählt worden war. Die britische Regierung benötigte 1843 sogar Truppen und Artillerie, um die bei Clontarf ausgebrochenen Aufstände niederzuschlagen. Eine weitere wichtige Unabhängigkeitsbewegung waren die Fenier. Sie veröffentlichten ihre Forderungen nach politischer Unabhängigkeit in der Zeitung The Irish People. Sehr bekannt ist auch die Home Government Association oder Home Rule League. Die 1870 von dem Rechtsanwalt Isaac Butt gegründete Organisation hatte das gleiche Ziel wie die Fenierbewegung und mit zeitweise bis zu 60 Abgeordneten im Parlament auch politischen Einfluss.
Im Mai 1914 verabschiedete das britische Unterhaus dann die Home Rule Bill. Irland sollte eine eigene Verfassung und Selbstverwaltung zugestanden werden. Vorhergehende Versuche zu einer Regelung waren noch 1913 aufgrund von Protesten aus der nordirischen Region Ulster vom House of Lords abgelehnt worden. Wegen des Ausbruchs des Ersten Weltkriegs wurde das Gesetz aber nicht vollständig umgesetzt.

## Irische Unabhängigkeit
Der fehlgeschlagene Aufstand an Ostern 1916 löste einige Jahre Guerillakrieg in Irland aus. Führend darin waren Patrick Pearse (1879–1916), Michael Collins (1890–1922), Roger Casement (hingerichtet 1916) und Éamon de Valera (1882–1975). Die Sinn Féin, obwohl selbst nur unwesentlich am Aufstand beteiligt, wurde zum Mittelpunkt der Unabhängigkeitsbewegung. Bei den Unterhauswahlen von 1918 gewann Sinn Féin 80 % der irischen Mandate und bildete aus diesen Abgeordneten den First Dáil, das erste irische Parlament seit 1801. Éamon de Valera wurde zum Präsidenten der Republik Irland gewählt und der Aufbau einer parallelen Regierungs- und Verwaltungsstruktur begann. Die britische Regierung erklärte den Dáil unverzüglich für illegal. Der folgende Irische Unabhängigkeitskrieg (1919–1921) führte 1921 zum Anglo-Irischen Vertrag, der für 26 der 32 irischen Countys die Unabhängigkeit von Großbritannien garantierte. Aus den Provinzen Munster, Leinster und Connaught sowie drei der neun Countys von Ulster wurde der Irische Freistaat (englisch Irish Free-State) gebildet. Die sechs nördlichen Countys von Ulster bildeten Nordirland und blieben Teil des Vereinigten Königreichs Großbritannien und Nordirland.
Am 2. Juni 1918 war das Frauenwahlrecht für Frauen ab 30 Jahre eingeführt worden, Männer durften bereits ab 21 Jahren wählen. Nach dem Irischen Unabhängigkeitskrieg erhielten Frauen mit der Verfassung des Irischen Freistaats von 1922 das aktive und passive Wahlrecht auf derselben Basis wie Männer. Damit konnten Frauen und Männer nach denselben Kriterien wählen.

### Bürgerkrieg
Der unter anderem von Michael Collins und Arthur Griffith unterzeichnete anglo-irische Vertrag, der die bereits erfolgte Teilung der Insel durch den Government of Ireland Act akzeptierte, wurde von der Minderheit im Dáil und vom Präsidenten der Republik Éamon de Valera nicht anerkannt. Die Spaltung ging quer durch den Dáil, die Sinn Féin und die Armee (IRA). Mit einer knappen Mehrheit (64 zu 57 Stimmen) nahm der Dáil den Vertrag an und wählte Arthur Griffith zum Präsidenten. De Valera führte im darauf beginnenden Irischen Bürgerkrieg die republikanischen Rebellen (der Teil der IRA, die den Vertrag ablehnten) gegen die neue, reguläre irische Armee der Regierung, die zunächst von Griffith und Collins geführt wurde. Griffith starb im August 1922 an Herzversagen, und Collins wurde 10 Tage später in einem Hinterhalt erschossen. Der Tod der beiden wichtigsten Vertragsbefürworter führte auch zu einer Wende im Bürgerkrieg. William Thomas Cosgrave übernahm am 6. Dezember 1922 die Regierung.
Im Mai 1923 ergaben sich die republikanischen Kräfte. Stabschef Frank Aiken ordnete an, die Waffen zu vergraben; der Bürgerkrieg endete. 1926 verließen Éamon de Valera und seine Anhänger die Sinn Féin und gründeten die Partei Fianna Fáil („Soldaten des Schicksals“), deren Vorsitzender de Valera wurde. Bei der Parlamentswahl im Februar 1932 erhielt seine Partei 44,5 % der Stimmen; de Valera wurde am 9. März 1932 zum irischen Premierminister gewählt und damit Nachfolger von Cosgrave.

### Die Republik Irland im Commonwealth

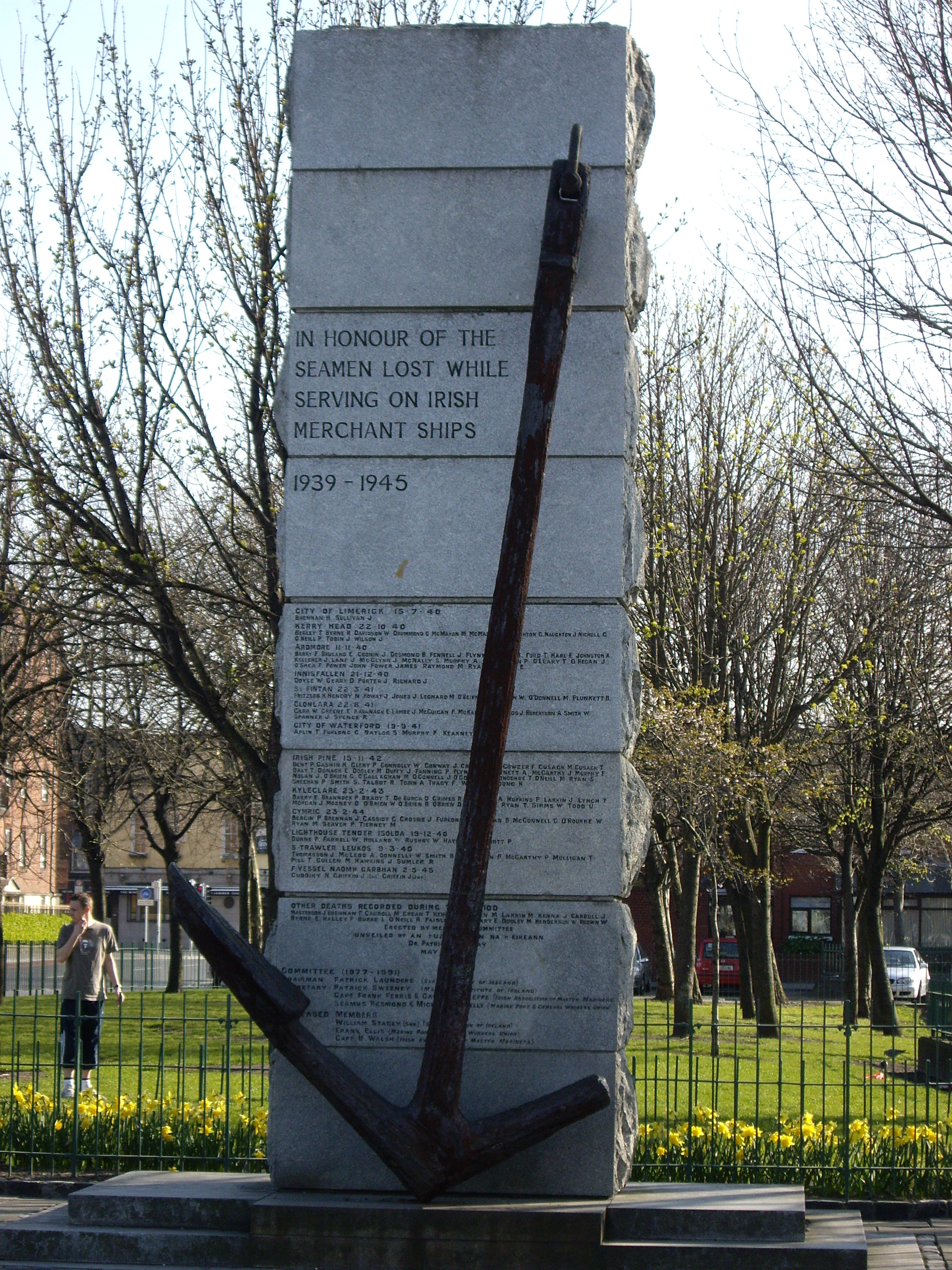
Denkmal für die während des Zweiten Weltkrieges getöteten Seeleute der Handelsmarine, Dublin, 1991

Am 1. Juli 1937 fand in Irland ein Referendum statt. Die Regierung de Valera ließ das Volk über den Entwurf einer neuen irischen Verfassung (Bunreacht na hÉireann) abstimmen. 56,25 Prozent der Teilnehmer befürworteten sie. Die Verfassung trat am 29. Dezember 1937 in Kraft, damit entstand der Staat Irland.

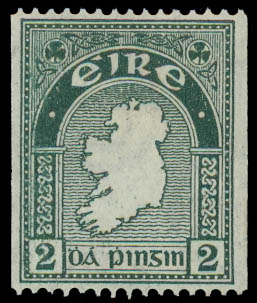
Seit 1922, wie man auf dieser Briefmarke von 1934 sieht, wird der Anspruch des irischen Staates auf die ganze Insel inklusive Nordirland deutlich.

Im Zweiten Weltkrieg war Irland neutral. „Notstand“ (The Emergency, irisch Ré na Práinne) war der offizielle Ausdruck für eine Politik der Regierung seit dem 2. September 1939, durch die Internierungen, Presse- und Postzensur und verschiedene Kontrollen der Wirtschaftsbeziehungen und der innerstaatlichen Wirtschaft möglich waren. Deutschland und Japan hatten bis 1945 einen Botschafter im Land (Eduard Hempel). De facto gab es geheimdienstliche und militärische Kooperationen Irlands mit dem Vereinigten Königreich (Plan W) und den USA. Viscount Cranborne, der Staatssekretär für die Angelegenheiten der Dominions (Secretary of State for Dominion Affairs), schrieb für das britische Kriegskabinett eine Zusammenfassung der irisch-britischen Zusammenarbeit im Krieg.
Schätzungsweise dienten während des Weltkriegs rund 70.000 ethnische Iren bei den Truppen der Westalliierten. Darunter waren 4983 Freiwillige aus der Republik Irland, die aus der neutralen Armee ihres Landes desertiert waren, um an der Seite Großbritanniens gegen Deutschland zu kämpfen. Die Überlebenden wurden nach ihrer Rückkehr ohne Anhörung unehrenhaft aus der Armee entlassen. Sie verloren alle Pensionsansprüche aus ihrer Militärzeit und waren sieben Jahre lang für eine Beschäftigung im öffentlichen Dienst gesperrt. Einige mussten sich vor einem Kriegsgericht verantworten.
Die Wehrmacht erwog im Sommer 1940 nach dem schnellen Sieg über Frankreich eine Invasion Irlands (Unternehmen Grün); im Zusammenhang mit dem Unternehmen Seelöwe wurden diese Pläne verschoben. In der Nacht des 15. April 1941 starben beim Belfast Blitz im praktisch unverteidigten Belfast etwa 1000 Menschen. In der Nacht des 30. Mai 1941 bombardierte die Luftwaffe irrtümlich Dublin. Viele irische Seeleute der Handelsmarine starben bis 1945 durch U-Boot-Angriffe. Gegen jüdische Flüchtlinge aus dem NS-Machtbereich schottete Irland sich ab.
Nach dem Zweiten Weltkrieg blieb Irland neutral. Irland gehörte seit dem 16. April 1948 als Gründungsmitglied der Organisation für europäische Zusammenarbeit (OEEC) an, die 1961 in die OECD umgewandelt wurde.

### Die Republik Irland seit 1949
Im Jahr 1949 trat die Republik aus dem Commonwealth of Nations aus. Irland war in dieser Zeit wirtschaftlich eher rückständig. Es erhielt etwas Wirtschaftshilfe aus dem Marshallplan. 1973 trat Irland im Rahmen der Norderweiterung (erste EG-Erweiterung) der EG bei (zusammen mit Großbritannien und Dänemark). Nach schwierigen Jahren (u. a. infolge zweier Ölpreiskrisen und einer Stagflation in vielen Ländern) kam es 1995 bis 2007, gefördert von Strukturgeldern der Europäischen Union, zu einem kräftigen Wirtschaftsaufschwung. Irland erhielt den Beinamen „Keltischer Tiger“.
Im Jahr 1985 schlossen Großbritannien und Irland einen Vertrag zum Nordirlandkonflikt, der Irland ein gewisses Mitspracherecht in Nordirland gab. 1994 rief die IRA-nahe Partei Sinn Féin einen einseitigen Waffenstillstand aus, der erste Friedensgespräche ermöglichte. Mary Robinson, die Präsidentin Irlands, wurde 1997 Menschenrechtskommissarin der Vereinten Nationen.
Am 10. April 1998 schlossen die Regierungen Irlands und Großbritanniens sowie die nordirischen Parteien das Karfreitagsabkommen. Irland gab darin den damals in seiner Verfassung formulierten Anspruch auf Nordirland auf.  Am 22. Mai 1998 fanden Referenden statt; unter anderem stimmten 94,4 Prozent der Wähler für die Verfassungsänderung.
Im Jahr 2002 führte Irland (wie weitere 11 Länder der Eurozone) den Euro als Zahlungsmittel ein. Am 1. Januar 2004 übernahm der irische Premierminister Bertie Ahern turnusgemäß für ein halbes Jahr den Ratsvorsitz in der Europäischen Union. In dieser Zeit wurden die Verhandlungen zur neuen Europäischen Verfassung erfolgreich abgeschlossen. Im ersten Halbjahr 2004 trat auch die EU-Osterweiterung in Kraft.
Die Weltfinanzkrise 2007–2008 traf Irland besonders hart, unter anderem weil das Wachstum der vorangegangenen Jahre auf Spekulationsblasen (vor allem einer Immobilienblase) basierte. Die sehr laxe Regulierung des Finanzsektors zog besonders viele ausländische Banken an (unter anderem die deutsche Depfa Bank); Irland ist nun aber im Ausland sehr hoch verschuldet. Im Jahr 2009 überstieg die Summe der ausstehenden Kredite, Derivate und Hypothekendarlehen irischer Banken das Bruttoinlandsprodukt um fast das Vierfache.
2009 erschütterte die Aufdeckung mehrerer Missbrauchsskandale durch den Ryan-Bericht und den Murphy-Bericht die Römisch-katholische Kirche auf der Insel Irland.
2018 wurden in zwei Referenden zuerst das Verbot der Abtreibung aufgehoben und danach der Blasphemie-Artikel abgeschafft. Sogar die Bischofskonferenz hatte den Blasphemie-Paragraphen für „weitgehend überflüssig“ gehalten und sie wies darauf hin, dass solche Verbote andernorts als Rechtfertigung zur Unterdrückung von Minderheiten benutzt würden. Die islamische Gemeinschaft hingegen wollte den Artikel beibehalten, da er „gegenseitigen Respekt“ gefördert habe.

## Liste der irischen Staatsoberhäupter

Übersicht der Staaten auf der irischen Insel

Bis 1921 waren die englischen Könige in Personalunion Könige von Irland bzw. seit 1801 Könige von Großbritannien und Irland.

### Staatspräsidenten
- Éamon de Valera (August 1921 bis Januar 1922)
- Arthur Griffith (Januar bis August 1922)

### Gouverneure des Freistaates
- Timothy Michael Healy, KC (1922–1927)
- James McNeill (1928–1932)
- Domhnall Ua Buachalla (1932–1936)

### Uachtaráin na hÉireann (Staatsoberhäupter der Republik Irland)
| - Douglas Hyde (1938–1945) - Seán Ó Ceallaigh (1945–1959) - Éamon de Valera (1959–1973) - Erskine Hamilton Childers (1973–1974) - Cearbhall Ó Dálaigh (1974–1976) | - Patrick Hillery (1976–1990) - Mary Robinson (1990–1997) - Mary McAleese (1997–2011) - Michael D. Higgins (seit 2011) |